# Haakon I di Norvegia
Hákon Aðalsteinsfóstri Haraldsson (in norvegese Håkon Adalsteinsfostre; Håkonshella, c. 920 – Håkonshella, 961) soprannominato "il Buono" (góði), fu il terzo re di Norvegia e il figlio più giovane di Harald Bellachioma.
Hákon ebbe il sostegno del re Athelstan d'Inghilterra, come previsto da un trattato di pace firmato da suo padre. Il re inglese lo condusse verso la conversione alla religione cristiana e, alla notizia della morte di suo padre, inviò navi e uomini per sostenere Haakon contro il suo fratellastro Eirikr il Sanguinario, che si era proclamato re. Al suo arrivo in Norvegia Hákon ottenne il supporto dei proprietari terrieri promettendo loro di togliere i diritti di tassazione sulle proprietà ereditate.
Eiríkr si ritirò e i suoi si allearono con i danesi, ma furono comunque sconfitti da Hákon. Fu ferito mortalmente durante la battaglia di Fitjar nel 961, cercando la vittoria finale sui figli di Eiríkr. Alla sua morte il poeta di corte Eyvindr Skáldaspillir, dimenticando la fede cristiana del re, compose il poema Hákonarmál in cui narrò l'ingresso del re nel Valhalla. La corona passò a Harald II, terzo figlio di Eiríkr, che condusse la Norvegia verso lunghi e tormentati anni di guerre, terminati con l'invasione danese guidata da Harald Blåtand.

## Biografia

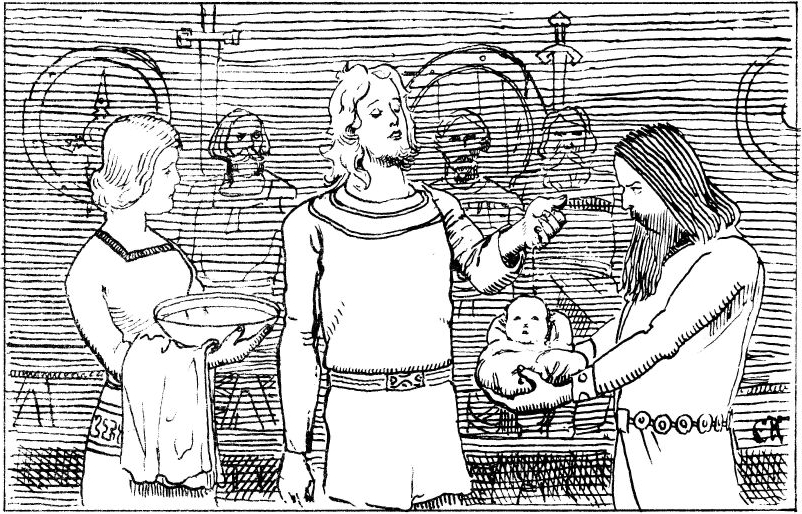
Sigurð Hákonarson asperge Håkon appena nato, disegno di C. Krohg

### Primi anni
Tutte le fonti sono concordi nel dire che Hákon sia stato mandato ancora molto giovane presso il re inglese Æthelstan, figlio di Edoardo il Vecchio, perciò gli venne conferito il soprannome di Aðalsteinfóstri ("adottato da Æthelstan"). Le fonti inglesi contemporanee non fanno menzione della presenza di Hákon presso il re, anche se Guglielmo di Malmesbury (1125) riferisce che Harald Bellachioma aveva fatto dono ad Æthelstan di una nave quindi è probabile che il re abbia preso Håkon sotto la propria tutela in questa occasione.
Hákon viene definito "figlio della serva" (ambáttarbarn). Snorri dice infatti che era figlio di Harald e di una certa Þora Morstrǫng la quale, sebbene di buona famiglia (forse, come dice il nome, proveniente dall'isola di Mosterøy), era a tutti gli effetti serva o concubina del re.
Æthelstan influenzò molto la vita del futuro re, soprattutto dal punto di vista religioso. Hákon venne battezzato, fatto che lo rese spesso avverso ai norvegesi pagani.
Dopo aver trascorso la prima giovinezza in Inghilterra, Hákon fece ritorno in Norvegia all'età di circa vent'anni (sedici secondo Snorri). Il suo rientro fu chiesto da quelle stesse forze che si opponevano a Eiríkr I, che dopo la morte del padre spadroneggiava in Norvegia in maniera violenta e tirannica.
Nel 930 Harald, essendo molto vecchio (aveva circa ottant'anni), decise di affidare la coreggenza a Eiríkr, da lui reputato il più degno tra i figli sebbene non fosse il maggiore. Agli altri aveva comunque assegnato larghe fette di regno e come a Eiríkr anche a loro diede il titolo di re. Poiché non voleva condividere il potere con nessuno, Eiríkr passò all'eliminazione violenta non solo di quegli jarlar o altri maggiorenti che osteggiavano il suo accentramento del potere, ma anche gli stessi fratelli. Snorri elenca le uccisioni dei fratelli Rǫgnvaldr e Bjǫrn per sua mano e cita anche un conflitto tra lui e Hálfdanr Svarti. Proprio per via della sua violenza fu conosciuto con il soprannome di Blódøx ovvero "Ascia di Sangue". Tutto questo provocò la reazione della popolazione norvegese che invocò l'aiuto di Hákon.

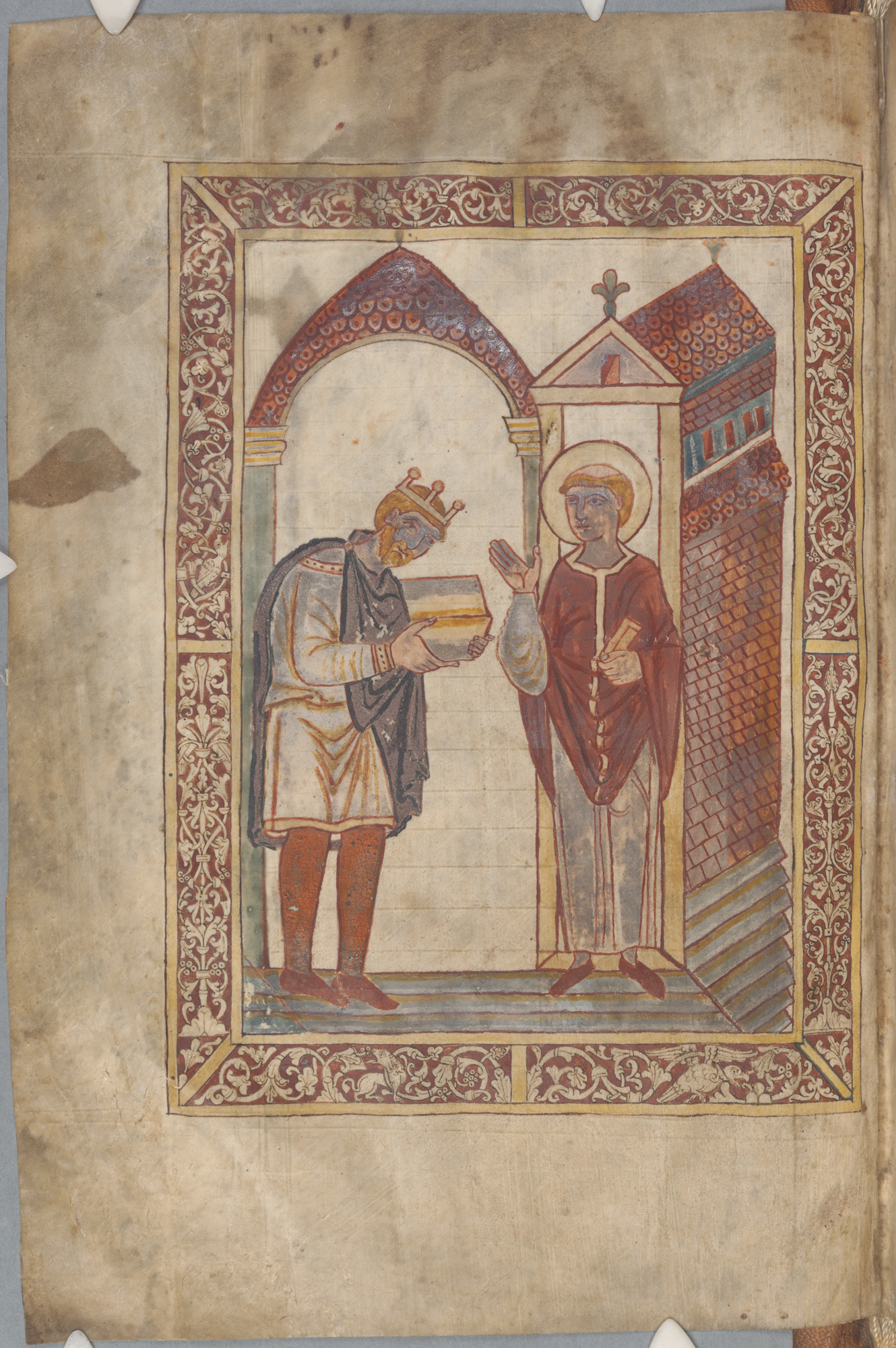
Re Æthelstan d'Inghilterra, padre adottivo di Hákon

### Arrivo in Norvegia e la fuga di Eiríkr
Secondo Snorri, nell'autunno del 933 fu lo stesso Æthelstan a convincere Hákon a ritornare in Norvegia. Quando questi accettò gli fornì una flotta e un cospicuo numero di uomini. Egli aveva interesse ad agevolare la sua ascesa al potere al fine di togliere dal trono norvegese un uomo pericoloso e pagano come Eiríkr sostituendolo con un suo figlio adottivo, per giunta cristiano.
Nella Fagrskinna si dice che Eiríkr non fosse ignaro dell'arrivo imminente di Hákon. Venne infatti a sapere che tempesta aveva fatto naufragare la sua flotta ed egli era scomparso in mare e la notizia fu ben accolta in quanto ciò significava che non vi era alcun motivo di temere che Hákon potesse minacciare il suo dominio. Eiríkr allora lo riferì alla moglie Gunnhildr e lei rispose: "Hákon cavalcò la nave da ovest sul dorso dell'onda, condottiero senza eguali, non permise che la corrente lo inghiottisse, perché ora il principe ha raggiunto Firðir", ma Gunnhildr, attraverso i suoi poteri di spákona lo avvertì di non fidarsi, perché Hákon era ancora vivo e aveva raggiunto la costa. In realtà non è certo che le cose siano andate in questo modo, poiché non si è neppure sicuri della reale esistenza della regina Gunnhildr, e alcuni mettono in dubbio che questi versi, presenti soltanto nella Fagrskinna, siano effettivamente veri. Hákon approdò nel Trøndelag, la regione su cui Eiríkr aveva personalmente più potere e considerato il territorio "fulcro del potere su tutto il paese".
Hákon strinse subito alleanza con i capi del Trøndelag e soprattutto con Sigurðr Hákonarson, jarl di Lade, che comandava di fatto la regione in contrapposizione a re Eiríkr. Da allora rapporto tra i due fu sempre molto stretto. Si dice anche che fosse stato lo stesso jarl, quando Hákon venne alla luce, ad aspergerlo con l'acqua e dargli il nome del proprio padre. Sigurðr convocò un'assemblea in cui Hákon chiese supporto e riconoscimento quale re di Norvegia ai locali promettendo di cedere in cambio a tutti i contadini norvegesi la proprietà delle terre che coltivavano e la possibilità di cedere in eredità i propri beni. Il popolo del Trøndelag accettò di buon grado anche perché la regina Gunnhildr l'anno prima aveva fatto avvelenare il loro re Hálfdanr "Svarti" che essi volevano sul trono di Norvegia al posto di Eiríkr. La notizia presto si sparse in tutto il paese e fece accorrere a Trondheim folle da ogni parte della Norvegia..
Nel 934 Hákon iniziò a viaggiare per la Norvegia tenendo assemblee simili a quella che aveva convocato nel Trøndelag in ciascuna regione. Presto la maggior parte dei norvegesi, lo riconobbero come re e la popolarità di Eiríkr diminuì sempre di più. Giunto nel Vík, i nipoti Tryggvi Óláfsson e Guðrøð Björnsson si misero al suo servizio ed egli conferì loro il titolo del re, il primo del Vingulmark e di Ranrike e il secondo del Vestfold, le regioni che avevano governato i loro padri, alla condizione che gli spettassero la metà delle tasse e delle rendite. Tuttavia, siccome i due erano ancora bambini, scelse alcuni nobili affinché tenessero le redini del governo..
In primavera tornò a Trondheim passando per l'Oppland poi iniziò a radunare un grande esercito e ad allestire una flotta. Lo stesso fece Eiríkr ma ben presto si rese conto di aver perso l'appoggio della maggior parte del popolo e della nobiltà norvegese e di non poter competere con l'avversario essendo in forte inferiorità numerica. Decise allora di abbandonare il paese portandosi con i suoi fedelissimi alle Orcadi che in seguito utilizzò come base per frequenti scorrerie in Scozia e nel nord dell'Inghilterra. Hákon dimorò per molti anni sulle coste occidentali della Norvegia poiché temeva che il fratellastro Eiríkr, una volta riorganizzati i suoi uomini, avrebbe cercato di riprendersi il regno. Eiríkr morì nel 954 nella battaglia di Stainmore, sconfitto da Osulf di Bernicia.

### Spedizione in Danimarca
Dopo la morte di Eiríkr re di Norvegia allora si portò nel Vík che era continuamente funestato da scorrerie da parte di vichinghi danesi e non appena questi ebbero notizia del suo arrivo si ritirarono nello Jutland e nell'Halland. Hákon decise di sbarcare sulle coste danesi dove sconfisse gli Juti e li inseguì nell'entroterra. Si portò poi nello Sjælland, stanando e sconfiggendo i vichinghi che avevano base nello stretto di Øresund, quindi nella Scania e del Götaland, esigendo pesanti tributi, razziando il territorio e facendo molti prigionieri. Tornò infine in Norvegia e si stabilì per qualche tempo nel Vík al fine di dissuadere i vichinghi da rappresaglie, poi affidò il governo di quella regione a Tryggvi Óláfsson, appena tornato da una alcune scorrerie nelle Isole Britanniche.
Gunnhildr, dopo la morte del marito e la cattura delle Orcadi, venne a sapere dei contrasti insorti tra il regno di Danimarca e quello di Norvegia in seguito alla spedizione di Hákon e decise di mettersi sotto la protezione  del nuovo sovrano danese che era suo fratello. Re Harald Gormsson, detto "Dente Azzurro" (Blåtand), l'accolse benevolmente e le donò proprietà sufficienti per condurre una vita agiata e lei pose sotto la sua tutela i suoi figli. Una volta cresciuti, i figli di Eiríkr effettuarono scorrerie nel Vík ai danni di Tryggvi Óláfsson per conto del re danese e questi a sua volta rispose con razzie nell'Halland e nello Sjælland. In quel periodo scelsero di sottomettersi ad Hákon anche gli svedesi dello Jämtaland e dell'Hälsingland.

### Il tentativo di cristianizzazione della Norvegia
Durante il suo regno Hákon avviò la cristianizzazione della Norvegia. In occasione di un'assemblea al Frostaþing si rivolse al popolo annunciando il suo desiderio che tutti fossero battezzati e che osservassero i precetti cristiani, tra cui il digiuno e l'astensione dal lavoro la domenica. La proposta del sovrano fu accolta con freddezza poiché da una parte i norvegesi erano restii ad abbandonare la fede dei propri antenati, dall'altra l'astensione del lavoro poteva creare problemi alla coltivazione della terra. Il rifiuto di Hákon di praticare i riti pagani iniziò ad inimicargli alcuni nobili del Trøndelag che iniziarono a bruciare chiese, ad uccidere i chierici. I contadini arrivarono perfino a minacciare la vita del re se non fosse tornato all'antico culto e Hákon, grazie alla mediazione di Sigurðr Hákonarson (che pure restò pagano), riuscì a salvarsi e a calmare le acque per qualche tempo. Furioso con i suoi sudditi, decise di trasferirsi nel Møre per evitare ulteriori ostilità ma meditando vendetta.

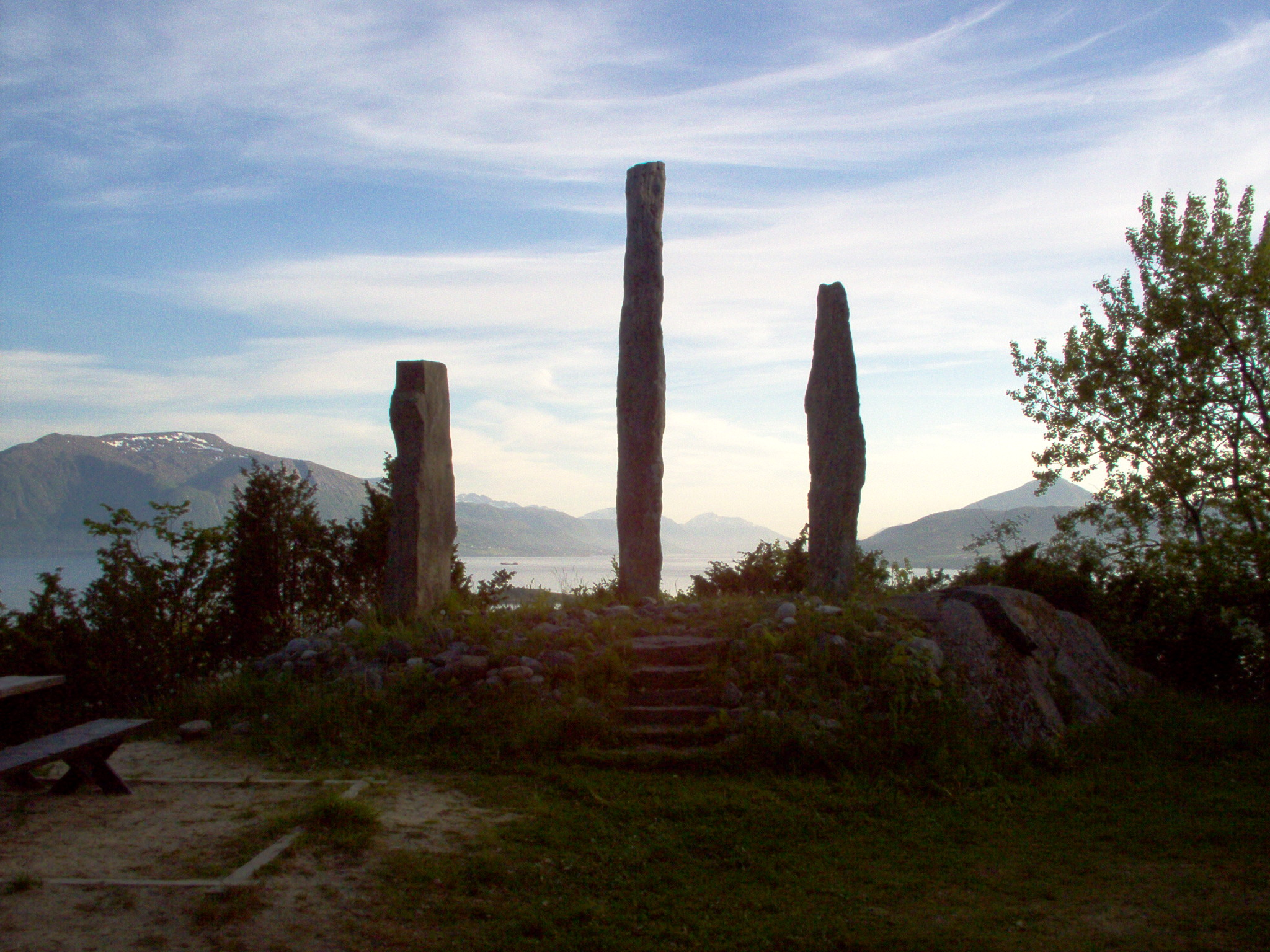
Le pietre erette in memoria di Egill Ullserkr e dei suoi uomini caduti nella battaglia di Rastarkalv, presso il villaggio di Frei

### Battaglie di Avaldsnes e di Rastarkalv
Proprio mentre Hákon si stava preparando per attaccare i dissidenti del Trøndelag, gli giunse notizia che i figli di Eiríkr Blódøx avevano sconfitto Tryggvi Óláfsson in una battaglia navale al largo di Sotenäs e si erano impossessati di gran parte del Vík. Il re, essendosi riconciliato con gli abitanti del Trøndelag grazie all'aiuto del solito Sigurðr, riuscì a radunare un grande esercito e dopo essersi imbarcato salpò verso sud. Nel frattempo i figli di Eiríkr dopo aver sottomesso l'Agder, si erano portati con la flotta lungo la costa meridionale norvegese. Le due flotte si incontrarono nel 953 presso l'isola di Karmøy, sbarcarono sulla costa e si scontrarono nella battaglia di Avaldsnes sulle alture presso l'omonimo villaggio che proprio per questo evento furono in seguito chiamata Brughiera di Sangue (Blodheia). Durante la battaglia le truppe di Hákon caricarono quelle nemiche guidate da Guthormr Eiríksson e dopo uno scontro sanguinoso le sconfissero e costrinsero alla fuga verso la Danimarca. Guthormr cadde sul campo. Hákon inseguì i nemici fino all'Aust-Agder prima di tornare indietro.
Nel 954 i figli di Eiríkr tornarono ad attaccare la Norvegia. Salpati dal Vendsyssel con venti navi, si portarono sotto le coste dell'Agder e proseguirono lungo le coste occidentali senza che i norvegesi delle province orientali allertassero il paese mediante il sistema di fuochi di segnalazione fatti costruire poco prima per volontà del re. Per questo motivo quando Hákon fu avvertito della loro presenza, la flotta nemica aveva già raggiunto Úlfasund. In quel momento il re si trovava nella residenza di Birkestrand, sull'isola di Frei e non poteva opporsi al nemico avendo a disposizione solo il suo seguito. Dopo aver tenuto un consiglio di guerra, decise di raccogliere quanti più uomini atti alle armi possibili nei dintorni e poi di procedere contro i figli di Eiríkr. Nel frattempo questi oltrepassarono la Penisola di Stad e dopo aver appreso dove si trovasse il re, lo raggiunsero. Hákon riuscì a schierare nove navi e chiese ai figli di Eiríkr di affrontarlo in battaglia presso la piana di Rastarkalv, sull'isola di Frei. Le forze di questi ultimi si schierarono sui pendii meridionali del Frædarberg contando sulla posizione favorevole e sul loro numero, erano infatti circa il doppio delle forze di Hákon. Allora Egill detto "Camicia di Lana" (Ullserkr), chiese al re di poter disporre di dieci portabandiera poi risalì il pendio del monte dal lato opposto a quello nemico e distanziò i suoi uomini. Nel frattempo Hákon si portò verso il nemico schierando i suoi soldati in un lungo fronte per evitare l'accerchiamento. Dopo una mischia iniziale, le squadre di Egill dall'alto del monte iniziarono a scendere verso i danesi che avvedutosene e credendo che fosse imminente l'accerchiamento da parte di un gran numero di uomini, si diedero ad una fuga disordinata che si tramutò presto in un massacro. Solo Gamli Eiríksson e i suoi norvegesi strinsero i ranghi e riuscirono a resistere a due assalti, in uno dei quali perse la vita Egill. Il terzo tuttavia lo piegò e costrinse i figli di Eiríkr a fuggire con le poche barche rimaste; Gamli però morì combattendo sulla spiaggia.

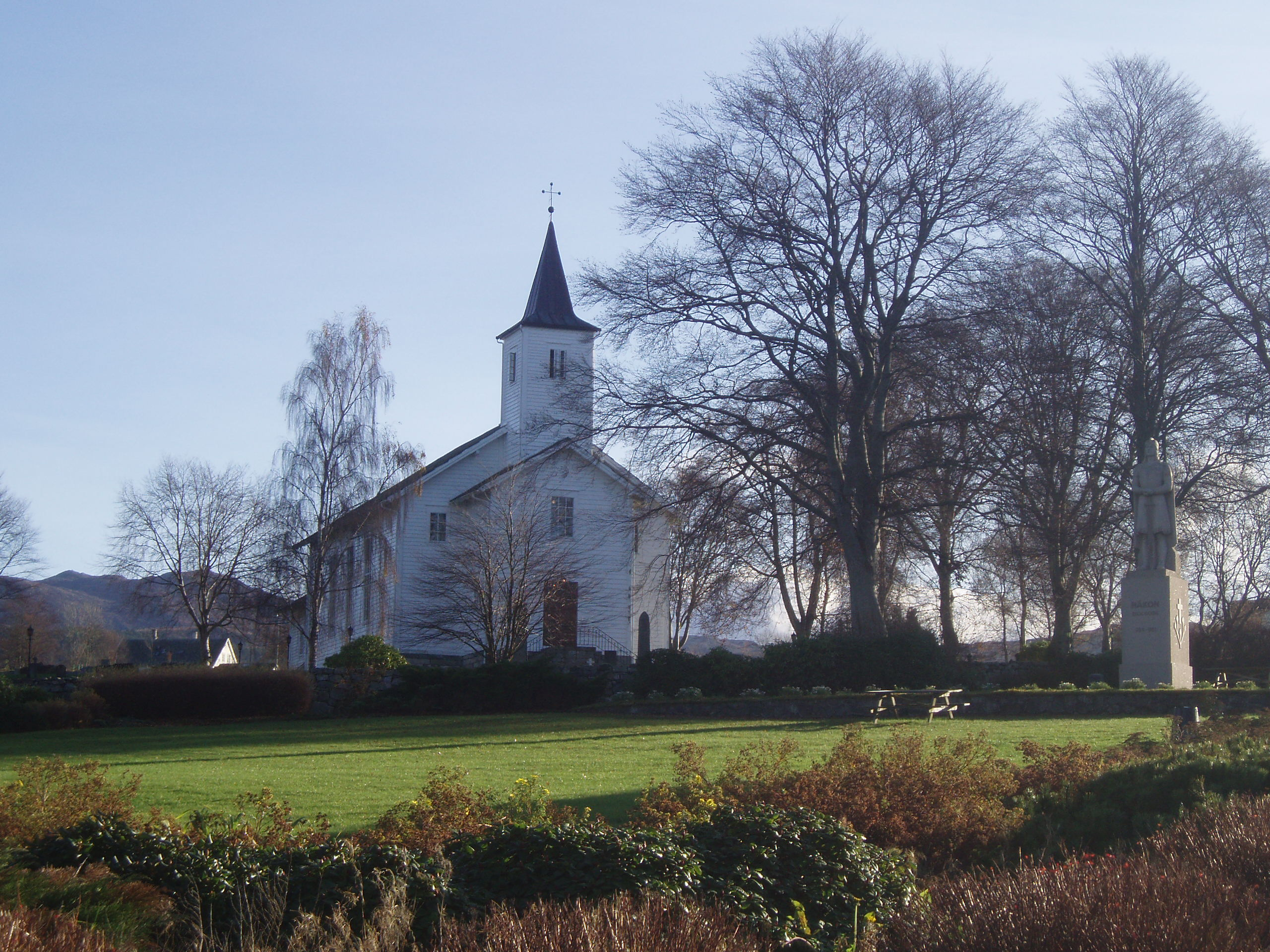
La chiesa di Fitjar e la statua dedicata a re Hákon il Buono, situate nel luogo in cui si svolse la battaglia

### La Battaglia di Fitjar e la morte
Nel 961 Hákon si trovava a Fitjar, sull'isola di Stord, dove stava tenendo un banchetto mattutino quando una sentinella lo avvertì che una flotta si stava avvicinando da sud. Dopo aver scrutato il mare di persona si consultò con i nobili e i contadini presenti e risolse di affrontare il nemico, sebbene ancora una volta si trovasse in forte inferiorità numerica. I nemici, guidati da Harald Eiríksson detto "Manto Grigio" (Gráfell), sbarcarono sull'isola e secondo la Hákonar saga góða erano sei volte più numerosi dei norvegesi di Hákon. Il re si armò e dopo aver affidato una delle ali al possente Þórálfr il Forte (inn Sterki) e l'altra ad Eyvindr Finnsson avanzò verso il nemico. I soldati di ambo gli schieramenti gettarono i giavellotti gli uni contro gli altri, dopodiché Hákon e Þórálfr attaccarono il nemico ai fianchi ingaggiando una mischia furiosa. Nello scontro Eyvindr Skreyja cercò di uccidere il re, che riconobbe per via del suo elmo dorato, ma alla fine fu ucciso proprio da Hákon. Dopo la sua morte il morale dei soldati nemici vacillò ed Hákon, messosi nell'avanguardia, avanzò per sferrare il colpo decisivo. Proprio mentre soldati dei figli di Eiríkr si stavano ritirando e stavano fuggendo via nave dall'isola il re fu colpito sotto la spalla da una freccia. Hákon fu trasportato sulla sua nave dove venne bendato ma la ferita risultò profonda e continuò a sanguinare rendendolo sempre più debole. Il re volle essere portato ad Årstad ma durante la navigazione le sue condizioni si aggravarono ulteriormente perciò la nave attraccò ad Håkonshella (oggi quartiere di Bergen), proprio il luogo che aveva dato i natali al sovrano. Qui il re diede le sue ultime disposizioni. Avendo solo una figlia femmina, Þóra, volle che dopo la sua morte il regno passasse nelle mani dei figli di Eiríkr, con l'augurio che trattassero onorevolmente coloro che lo avevano servito. Lasciò ai presenti la possibilità di decidere dove e come seppellirlo. Poco dopo spirò. Il suo corpo fu trasportato a Sæheimr e sepolto in un grande tumulo (Hakonshaugen) seguendo il rito pagano.
I danesi acclamarono Harald I di Danimarca re di Norvegia ma questi lasciò che Harald II di Norvegia ascendesse al trono affinché governasse a suo nome la costa occidentale, mantenendo invece il controllo diretto sul Vík. La Norvegia resterà di fatto sotto il dominio danese sino alla morte di Harald I di Danimarca nel 980 e il regno verrà riunificato solo nel 1020 da Olaf II di Norvegia.

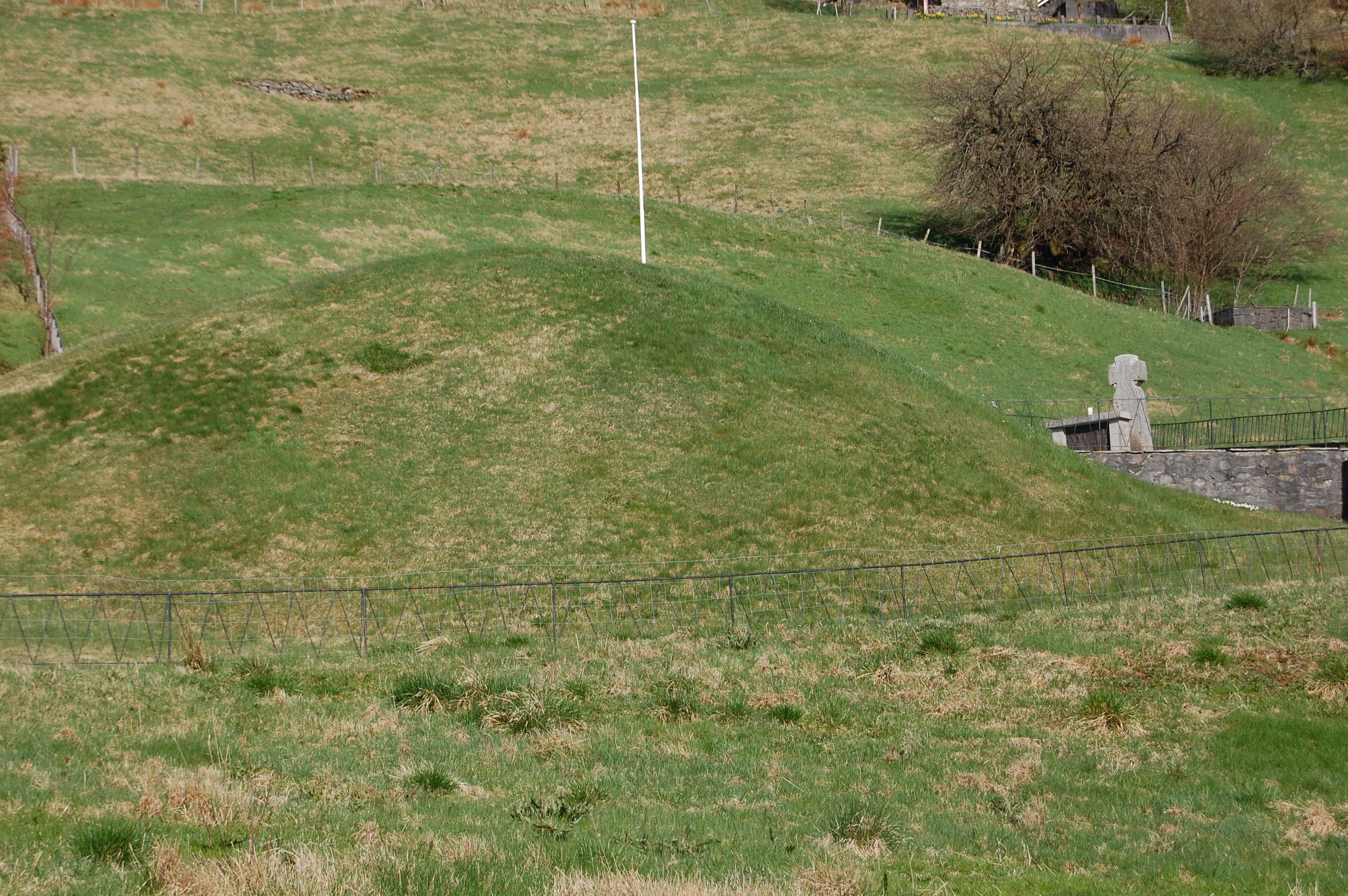
Seim - Hakonshaugen, il tumulo in cui fu seppellito Hákon